# Liste der DIN-VDE-Normen
Diese Liste der DIN-VDE-Normen enthält die deutschen DIN-VDE-Normen. Grundlage dieser Liste sind die Angaben des namensgebenden Verband der Elektrotechnik, Elektronik und Informationstechnik (kurz VDE), welcher durch die Deutsche Kommission Elektrotechnik Elektronik Informationstechnik erarbeitete elektrotechnischen Normen mit dem Deutschen Institut für Normung zusammen veröffentlicht.
In den Listen sind ebenso die Anwendungsregeln des VDE enthalten. Diese sind durch den VDE anhand ihrer zweiten Ziffer in die jeweiligen Gruppen und darin anhand ihrer Nummer einsortiert. Beispielsweise ist die VDE-AR-N 4105 in Gruppe 1 zwischen VDE 0104 und VDE 0105-1 einsortiert.
| Gruppe | Normenreihe           | Themengebiet                        | Erläuterung                                                          |
| ------ | --------------------- | ----------------------------------- | -------------------------------------------------------------------- |
| 0      | DIN-VDE 00xx und 01xx | Allgemeine Grundsätze               | Meta-Normen                                                          |
| 1      | DIN-VDE 00xx und 01xx | Energieanlagen                      | Starkstromtechnik                                                    |
| 2      | DIN-VDE 02xx          | Energieleiter                       | Kabel und elektrische Leitungen                                      |
| 3      | DIN-VDE 03xx          | Isolierstoffe                       | Elektrostatik, Isolatoren, Supraleiter                               |
| 4      | DIN-VDE 04xx          | Messen, Steuern, Prüfen             | Überwachungstechnik (Brandmelder, Strahlenschutz u. ä.)              |
| 5      | DIN-VDE 05xx          | Maschinen, Umformer                 | Batterien und Akkumulatoren, Elektrische Maschinen                   |
| 6      | DIN-VDE 06xx          | Installationsmaterial, Schaltgeräte | Elektroinstallation                                                  |
| 7      | DIN-VDE 07xx          | Gebrauchsgeräte, Arbeitsgeräte      | Sicherheit von Haushaltsgeräten, Leuchten und Lampen, Medizintechnik |
| 8      | DIN-VDE 08xx          | Informationstechnik                 | Nachrichtentechnik                                                   |